# Плисків
Пли́сків — село в Україні, у Погребищенській міській громаді Вінницького району Вінницької області. Розташоване на берегах річки Роськи, за 22 км від центру громади, за 8 км від залізничної станції Погребище Друге. Через село проходить автошлях Т 0606. Населення на 1 січня 2019 року становило 1063 особи.

## Географія
На південно-східній околиці села річка Безіменна впадає у Роську. На південь від села розташований ліс.
Біля села знаходиться ботанічна пам'ятка природи місцевого значення Плисківські каштани.

## Історія

### Давні часи
На околиці Плискова збереглися залишки поселення трипільської культури. У 1927—1928 роках директор Бердичівського соціально-історичного музею Мовчанівський Теодосій Миколайович проводив розвідкові розкопки між селами Плисків і Чернявка Погребищенського району Вінницької області (тепер південна околиця с. Плисків). Було закладено 8 розкопів та 5 траншей (загальною площею 370 м²), у яких виявлено кілька різночасових культурних шарів. В поселенні знайдено матеріальні залишки трипільської культури раннього етапу (Трипілля А: близько 5400 — 4600 рр. до н. е.; Трипілля ВІ: 4600 — 4400 рр. до н. е.) та заключної фази пізнього Трипілля (Трипілля СІІ: 3320/3200 — близько 2750 рр. до н. е.), а також білогрудівської культури (XI—IX ст. до н. е.), матеріали ранньоскіфського часу (VII—III ст. до н. е.) та черняхівської культури(І — V ст. н. е.). Матеріали із розкопок Мовчанівського нині зберігаються в Національному історичному музеї України. Плисківське древнє городище внесене до Реєстру пам'яток трипільської культури Вінницької області

### Слов'яни
Далі на древньому городищі продовжують жити люди слов'янських племен(росичі, уличі, поляни), до яких потім приєднались поселенці-алани.

### Київська Русь
Продовжують жити слов'яни. Через Плисків проходить давній чумацький шлях на Південь.
Є версія, що княгиня Ольга була родом з Плискова.
«…В летописи сказано, что в 903 году Игорь возмужал, и привели ему жену из „Плъскова“ по имени Ольга. Историки разделились на тех, кто под Плъсковом понимал Псков, тех, кто говорил о древней столице Болгарии Плиске, а также тех, кто указывал на необходимость искать данные о потерянном городе в окрестностях Киева. Например, есть в Погребищенском районе Винницкой области большое село (некогда — районный центр) Плисков — а это граница полянских, древлянских и уличских земель, важный стратегический пункт, вблизи которого проходили Змеевы валы и найдены остатки древнего городища.»
У Плискові були язичницькі капища, після прийняття християнства було збудовано церкву («стару»).

### Монгольська навала (ХІІІ ст.)
На початку ХІІІ ст. татаро-монголи знищили ряд поселень, така ж доля спіткала і Плисків. Село було знищене майже повністю. Частина населення, яка жила ближче до лісу — сховалась. А оселі безпосередньо над річкою і далі в поле були знищені повністю. Для захисту від набігів була споруджена розгалужена сітка підземних ходів і схованок, яка збереглася досі. Потім, під час польських погромів, ходи постійно поновлювалися.

### Доба Речі Посполитої (ХІІІ— XVIст.)
Перші архівні згадки про село датуються 1510 р. в описах земель Польського королівства, а далі — Речі Посполитої. В середині XVI ст, Плисків став відноситися до земель, які належали поміщикам Речі Посполитої.
В 1510 р. поміщики Кошки одержують від поміщиків Ладижинських Плисків у Вінницькому повіті. А в 1586 р. Плисків передано до князів Острозьких. Вся спадщина Острозьких за Катериною відійде в посаг до Замойських.

### Козацтво
Збудовано костьол (XVI — XVII ст.)

### Доба Російської імперії (XVIII—XIXст.)
На місці зруйнованої «старої» церкви у 1853 р. було відбудовано нову церкву св. Параскеви. У 1880-х рр.. в Плискові було 1148 чол. православних, 30 — католиків, 551 — євреїв.
21 вересня 1845 р. за завданням Київської археографічної комісії Т.Шевченко вирушив у поїздку по Київщині, Волині та Поділлю. Його маршрут проліг з поштового тракта з Києва через місто Сквиру, Морозівку, Плисків, Брацлав, Шпиків, Джурин, Могилів-Подільський, Яришів, Муровані Курилівці (сучасна Вінниччина), Нову Ушицю, Миньківці, Дунаївці.

### Плисків на початку XX століття
На порозі XX століття Плисків був єврейським містечком. У 1900 році тут жило 1,828 євреїв. У часи української революції 1917—1921 у жовтні 1917 року тут було три синагоги, баня на березі річки, цвинтар, дві аптеки, дві корчми, чотири ковальні, три водяні й один паровий млин, дві перукарні, базар.
У XX столітті було збудовано «Панський будинок» який стоїть і донині. А також варварськи знищено палац біля фрузинівського лісу.
Багато хто з жителів села рятуючись від погромів переїхав до США. Більшість з них облаштувалися в районі Піттсбурга. У 1908 році у Піттсбурзі була створена Плисківська асоціація безпроцентної позики з метою надання допомоги співвітчизникам. У 1917 році у Піттсбурзі офіційно сформовано плисківське єврейське кладовище.

### Плисків у складі СРСР (1922—1939)
З 7 березня 1923 село було центром Плисківського району.

### Плисків в роки Другої світової війни (1939—1945)
Під час Другої світової війни село було окуповане фашистськими військами у другій половині липня 1941 року. 
Діяло гетто, куди нацистами насильно зганялися євреї для компактного мешкання та подальших репресій. Єврейська громада Плискова нараховувала до війни близько 790 осіб, лише дехто з них пережили Голокост. У жовтні 1941 року в селі Плискові та в селах Андрушівці і Спичинцях гестапівці заарештували близько 700 людей, яких групами виводили в ліс в урочище Хрузинівка і розстрілювали.
Основним місцем розстрілу євреїв з Плискова й прилеглих територій у 1941–1943 рр. було кладовище для тварин за межами містечка. Обеліск 1976 року не вказує на єврейське походження жертв.
Подальші масові розстріли відбувалися у саду колишньої будівлі НКВС, де жертв і поховали в багатьох ямах. За ініціативи місцевого підприємця частину цього саду було огороджено бетонним парканом, однак його не позначили як пам’ятне місце. Археологічні дослідження підтвердили наявність тут масового поховання.
3 січня 1944 року село зайняли радянські війська.

### Плисків у ІІ пол. XXст. (1945—1999)
30 грудня 1962 Плисківський район ліквідований внаслідок укрупнення районів з передачею території до Погребищенського району. Плисків перестав бути районним центром. Було збудовано нові короварні на фермі. Ковбасний завод, масло завод, сітро цех і т. д.
На початку 1970-х років в селі був колгосп ім. Леніна, за яким було закріплено 2781 га землі, у тому числі 1952 га орної. Господарство вирощувало зернові культури та цукрові буряки. Було розвинуто тваринництво м'ясного напрямку. В селі була середня школа, будинок культури, бібліотека, районна лікарня № 2, поліклініка. Видавалася багатотиражна газета «Колгоспник».

### Сучасність
Замість зруйнованої в 30-х рр. XX ст.церкви збудовано ще одну церкву св. Параскеви, але вже в іншому місці. Залишились руїни костьолу, збудованого приблизно у XVI — XVII ст. Плисківські каштани — ботанічна пам'ятка природи місцевого значення.
Є школа-одиннадцятирічка, а також інтернат для дітей, лікарня, бібліотека.
Транспорт: Плисків (зупинний пункт)

Плисківська школа

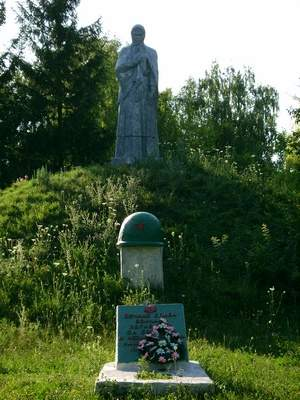
Скорботна мати

В останні роки Плисків переживав важкий період зміни орендатора основного фонду землі (паїв). Склади з зерном охороняла поліція посеред села, а також силовики були задіяні під час конфлікту.
У 2019 році в обох місцях розстрілів євреїв було встановлено й відкрито нові меморіали жертвам Голокосту.
12 червня 2020 року, відповідно до розпорядження Кабінету Міністрів України № 707-р «Про визначення адміністративних центрів та затвердження територій територіальних громад Вінницької області», увійшло до складу Погребищенської міської громади.

19 липня 2020 року, в результаті адміністративно-територіальної реформи та ліквідації Погребищенського району, село увійшло до складу Вінницького району.

Мапа с. Плисків

## Населення
За даними перепису 2001 року кількість наявного населення села становила 1442 особи, із них 98,33 % зазначили рідною мову українську, 1,46 % — російську, 0,07 % — білоруську, 0,07 % — молдовську, 0,07 % — німецьку.
| Рік            | 1897 | ~1900 | ~1902 | ~1972 | 1989 | 2001 |
| -------------- | ---- | ----- | ----- | ----- | ---- | ---- |
| Кількість осіб |      |       |       | 2634  | 2023 | 1442 |

## Відомі люди
- Алексєєв Сергій Петрович — радянський письменник-історик, критик, редактор, автор багатьох державних та зарубіжних премій. Роки життя 01.04.1922—2008. З 10 років проживає у Москві. З 1965 по 1996 головний редактор видавництва «Детская литература». Перший художній твір «История крепостного мальчика» побачив світ понад 50 років тому. Ще твори: «Небывалое бывает», «Рассказы о Суворове и русских солдатах», «Декабристы», «Великая Екатерина», «Охота за императором», «Они защищали Москву», «Сто рассказов о войне», «Сто рассказов из русской истории».
- Баликов Юрій Євдокимович (* 1924) — живописець радянських часів.
- Мельник Володимир Петрович — доктор філософських наук, професор. Ректор Львівського національного університету імені Івана Франка.
- Скрипник Ганна Аркадіївна — український етнолог, академік НАН України, директор Інституту мистецтвознавства, фольклористики та етнології ім. М. Т. Рильського НАН України.
- Рибачук Віктор Іванович  —український художник, письменник, драматург.
- Терлецький Володимир Миколаєвич — Герой Радянського Союзу

### Поховані
- Рошташ Анатолій Іванович (21.04.1989 - 07.07.2016) - солдат 72 ОМБр, учасник російсько-української війни

## Галерея

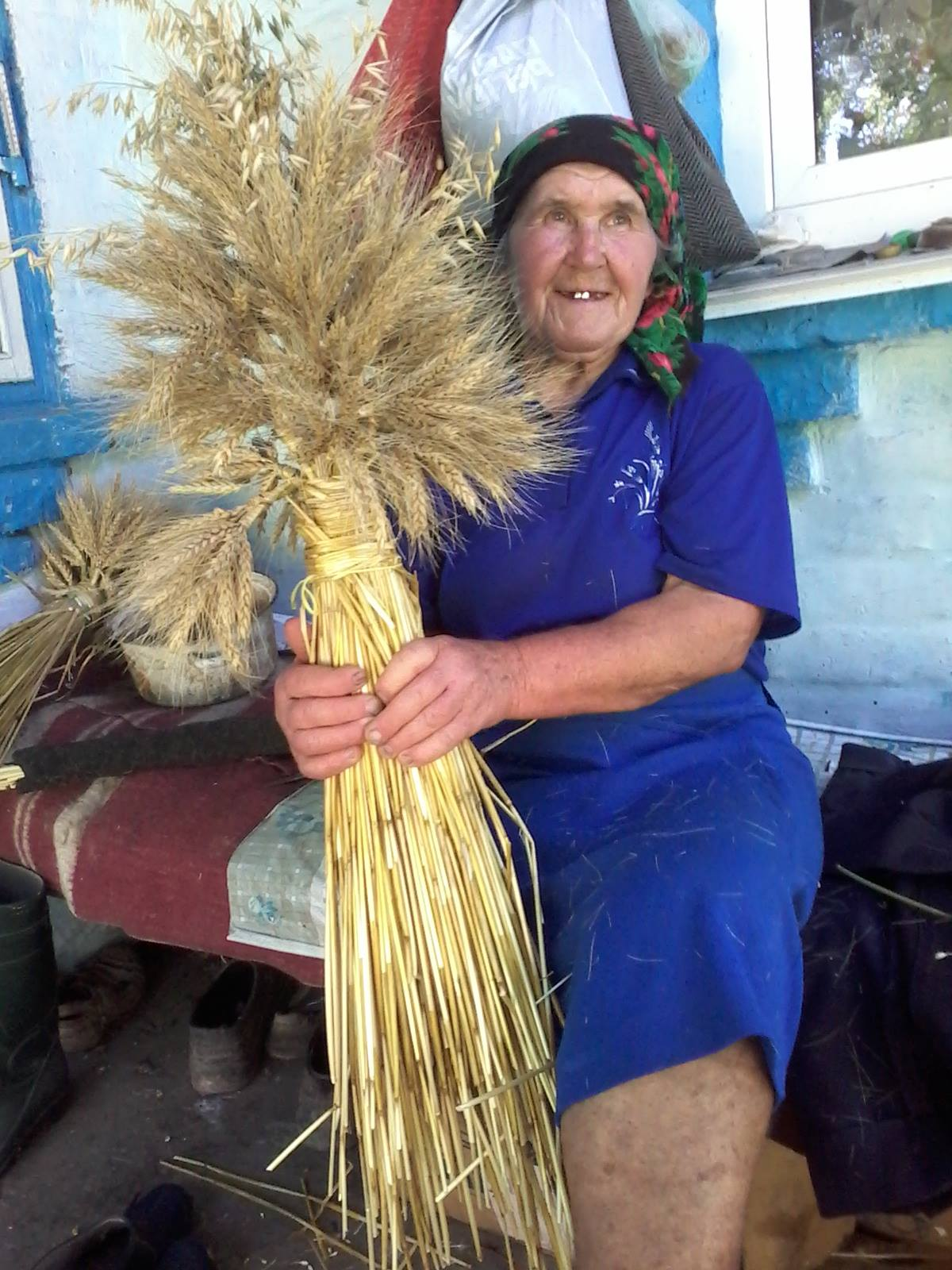
Making a ceremonial ukrainian Christmas diduch by Olga Balanduik in Plyskiv.
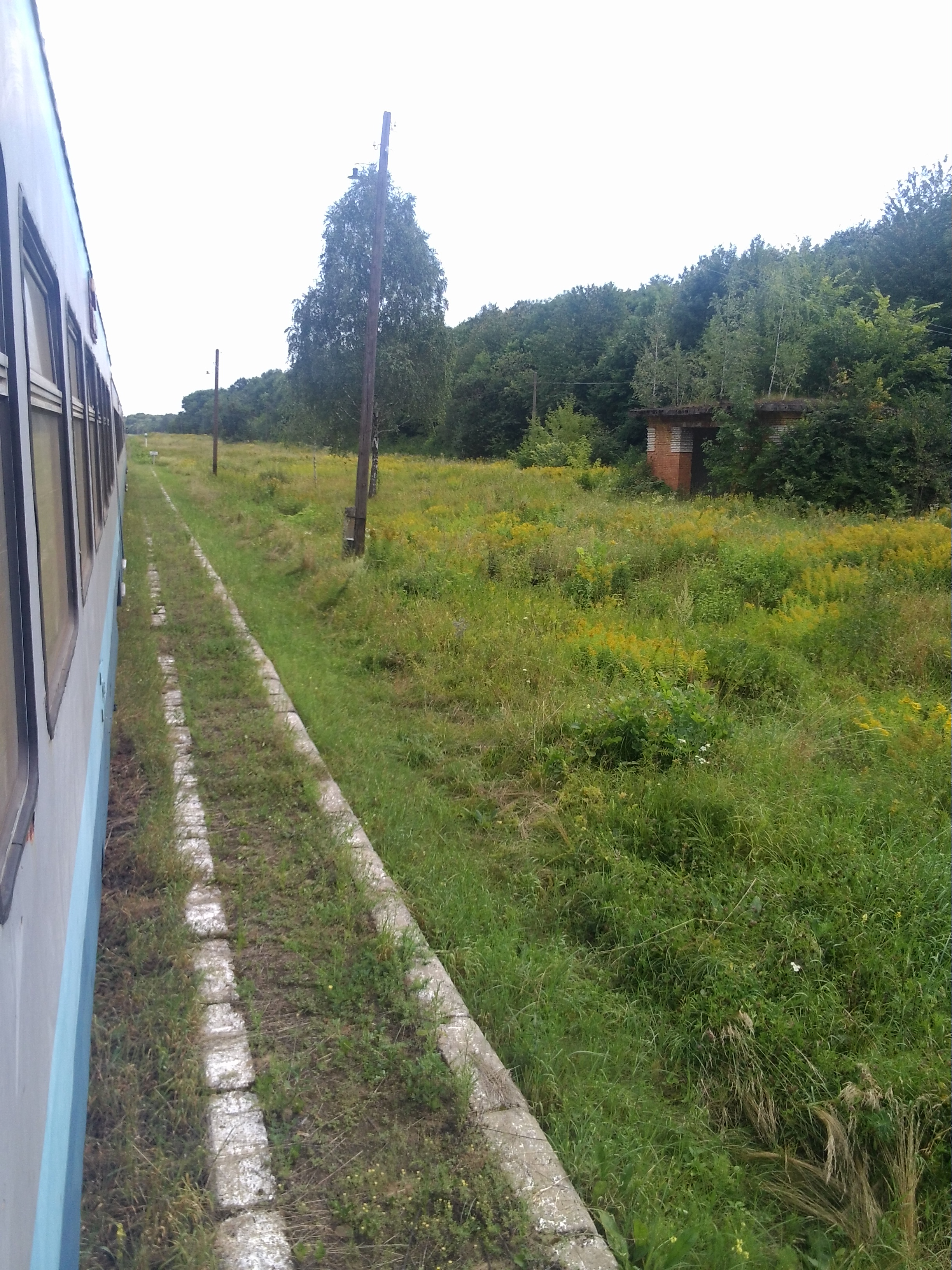
Plyskiv Railway station
Знак при виїзді з села

## Пам'ять
- Броницький Юліан Мар'янович — Герой Радянського Союзу, похований в селі.